# Муттерштадт
Муттерштадт (нем. Mutterstadt) — община в Германии, в земле Рейнланд-Пфальц. 
Входит в состав района Рейн-Пфальц.  Население составляет 12 846 человек (на 31 декабря 2017 года). Занимает площадь 20,49 км².

## География

### Положение
Муттерштадт расположен в долине Рейна на востоке Пфальца и находится примерно в 10 километрах от центра города Людвигсхафен-ам-Райн. Соседние города: 
- Данштадт-Шауэрнхайм, примерно 4 км на запад
- Лимбургерхоф, примерно 2 км на юг
- Шифферштадт, примерно 5 км на юго-запад

## История
Как показывают раскопки, район Муттерштадт был уже заселён в каменный век. Во времена Древнего Рима дорога из Италии в Майнц через Базель проходила через этот район.
Первыми франкскими поселениями в этом районе были места с названием «-хайм». Поселения, чьи названия заканчиваются на «-штадт», вероятно, возникли позже, когда франкский высший класс был подкреплён новыми поселенцами. Первое упоминание о месте было в Лоршском кодексе примерно в 767 или 768 году. 

## Фотографии

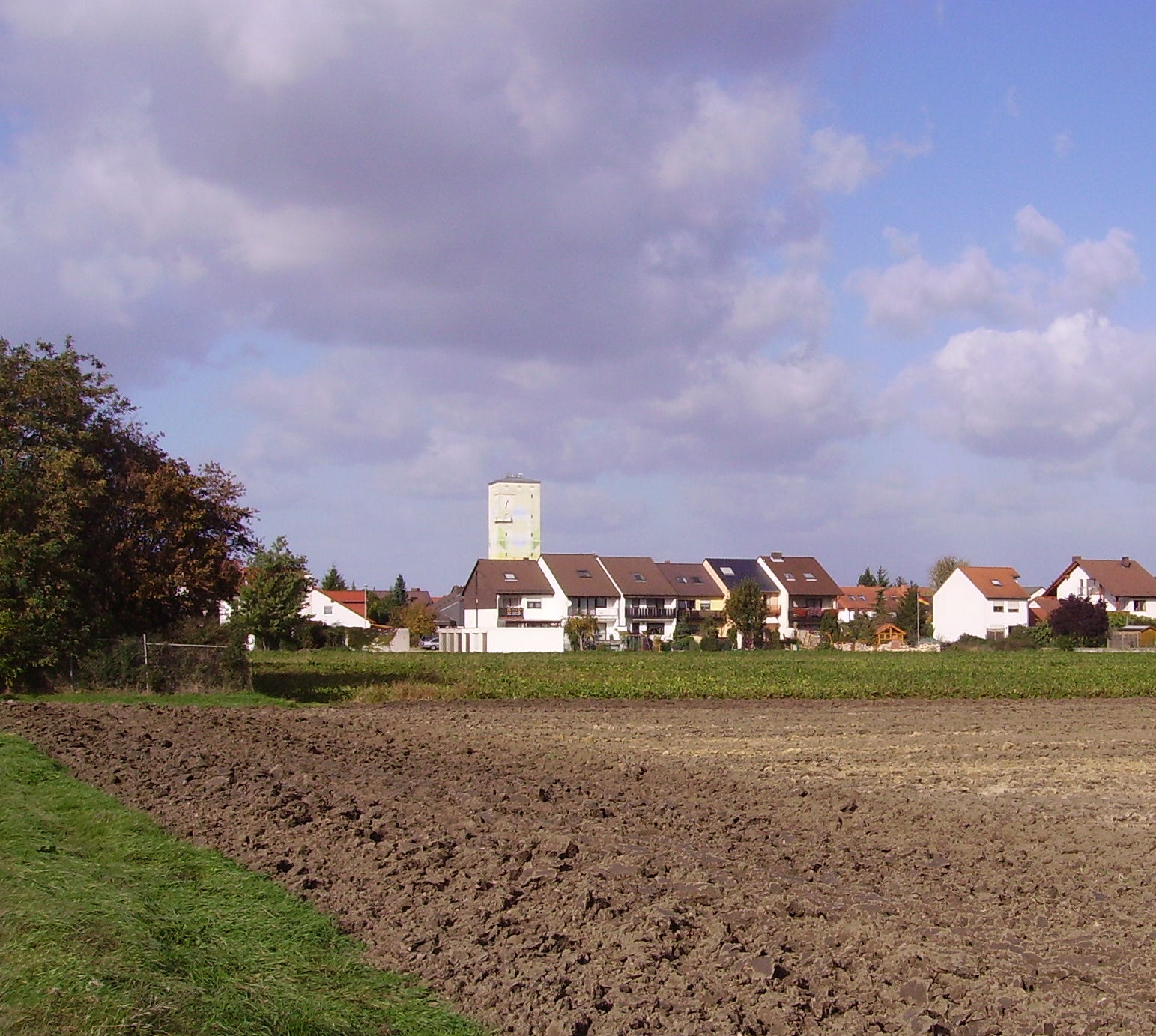
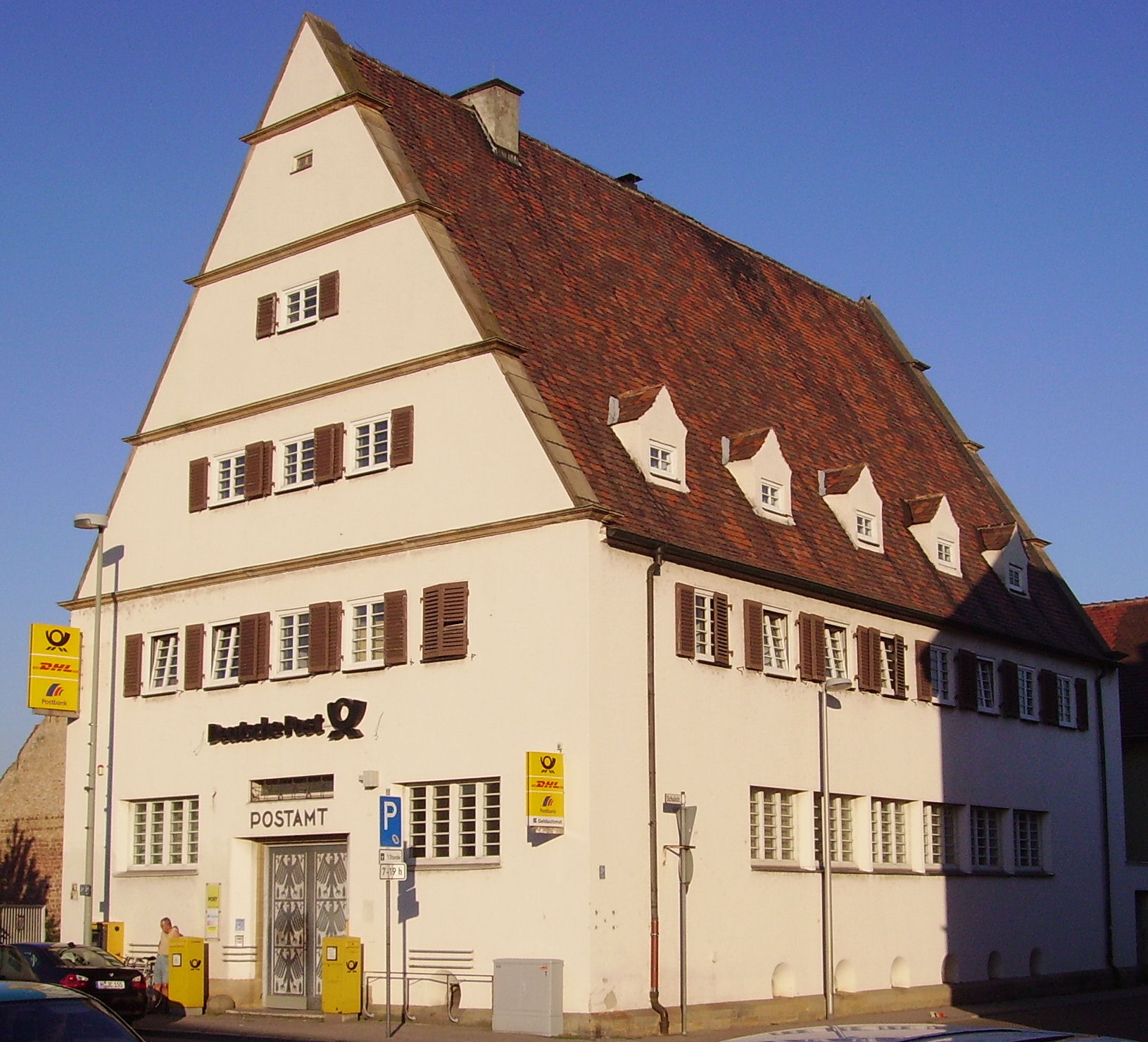
Почтамт
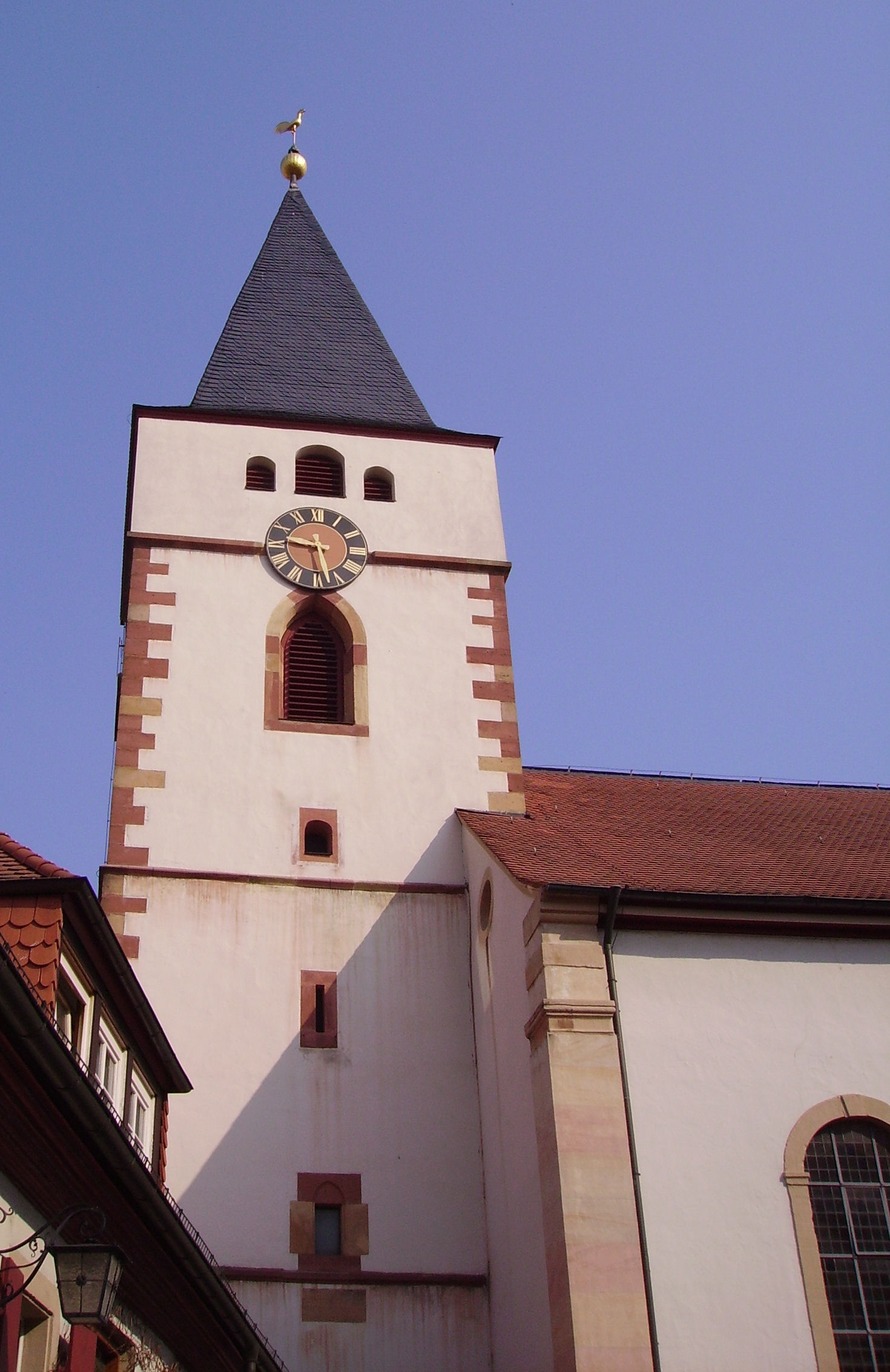
Церковь
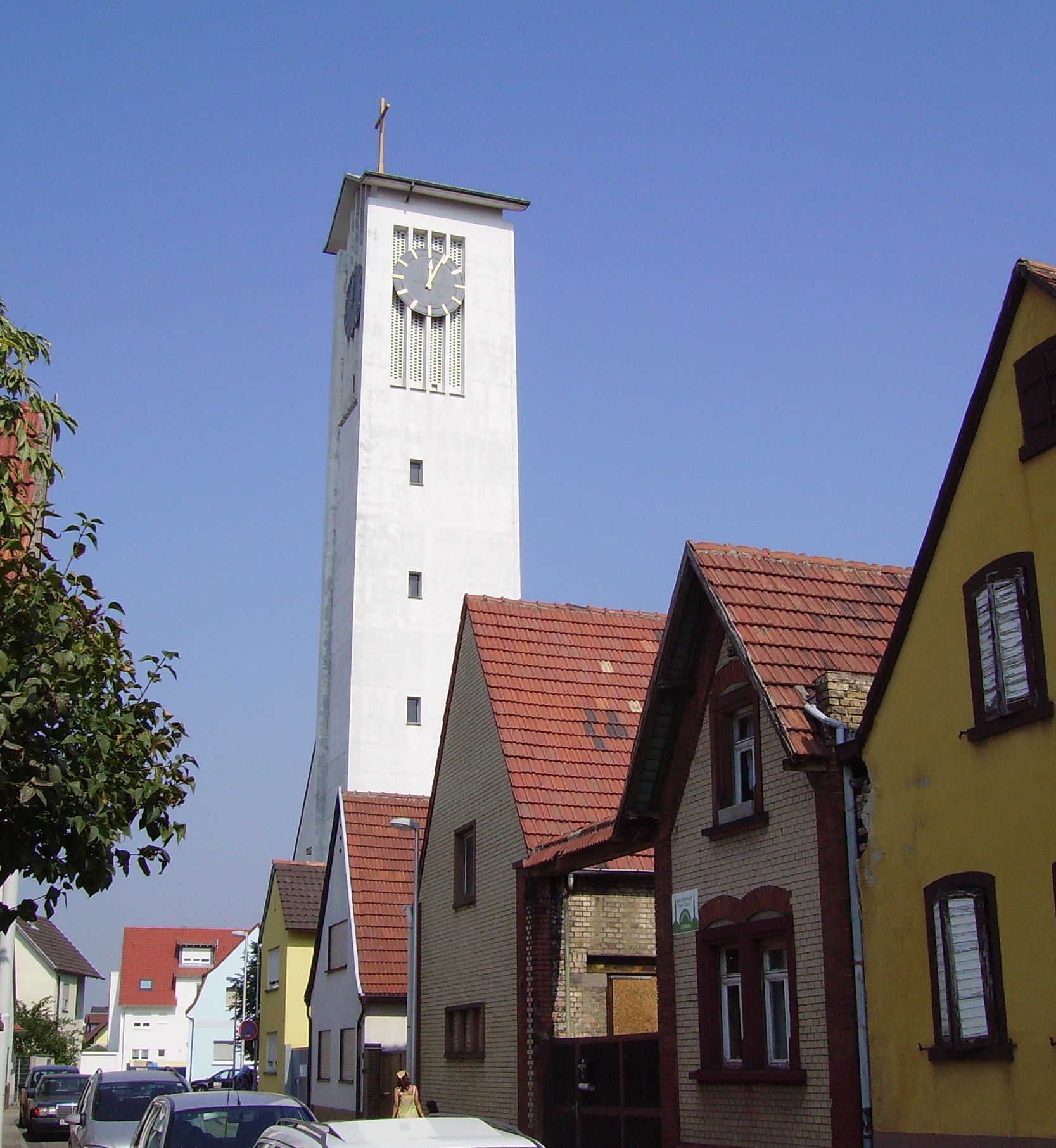
Церковь
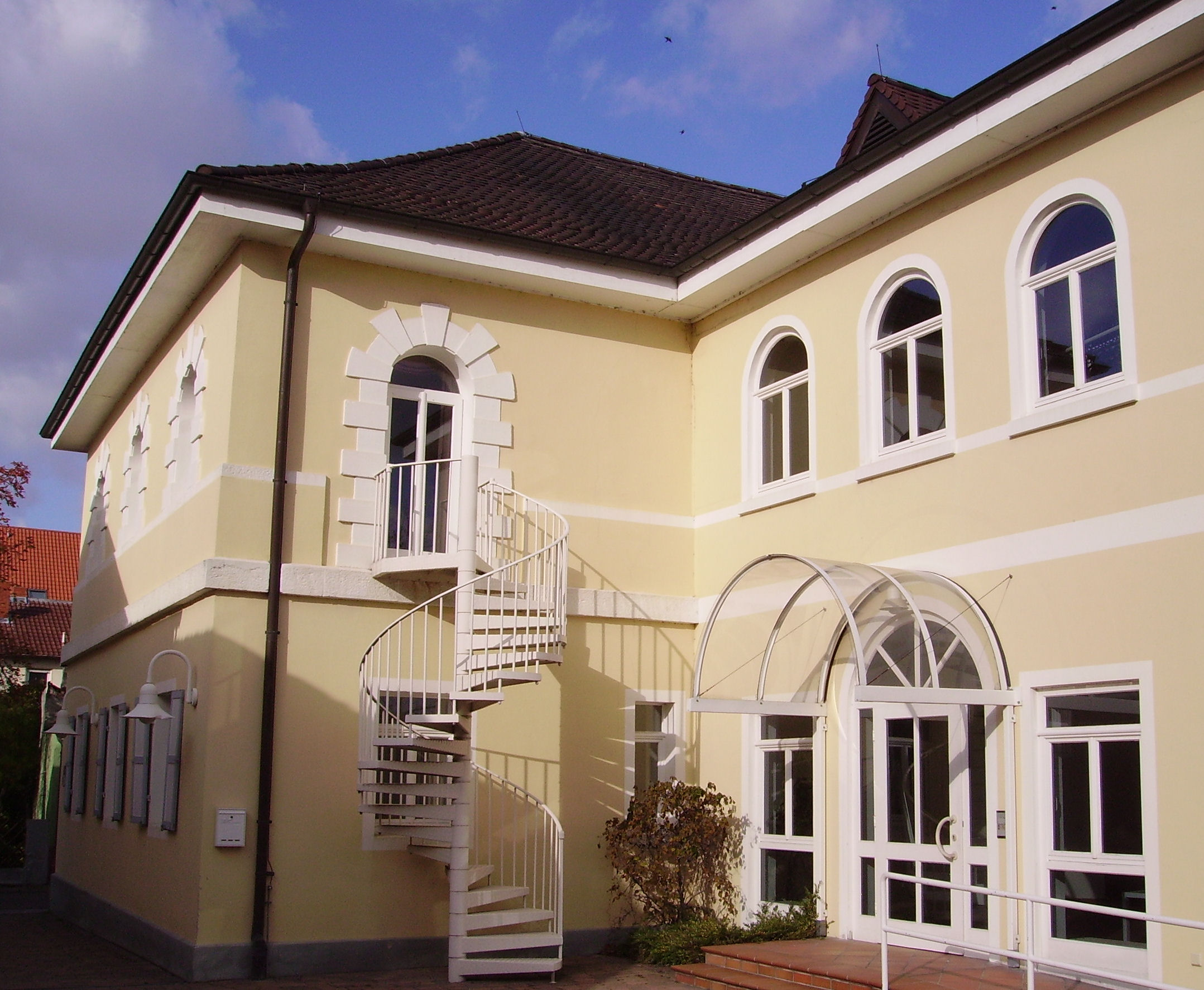
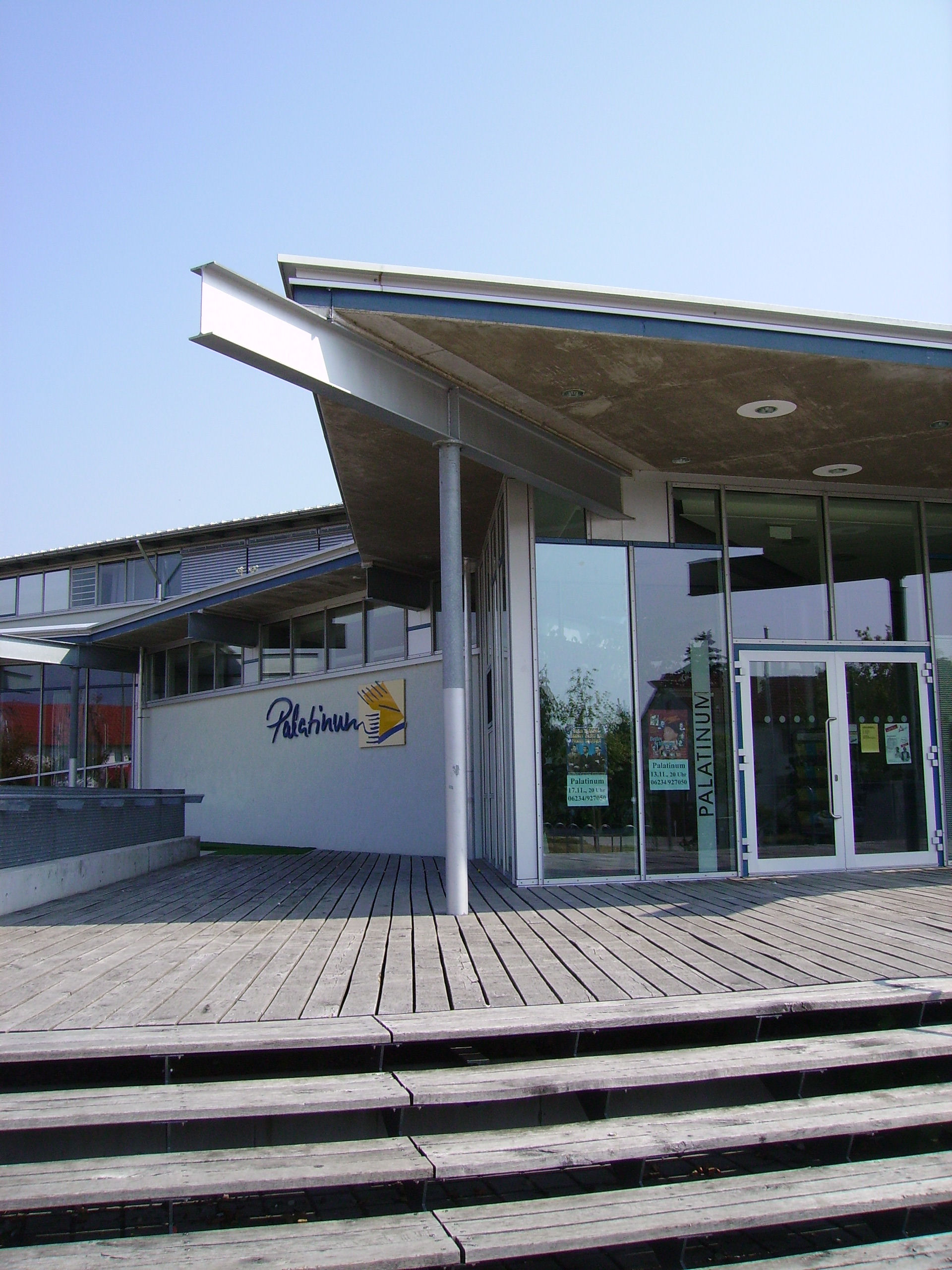
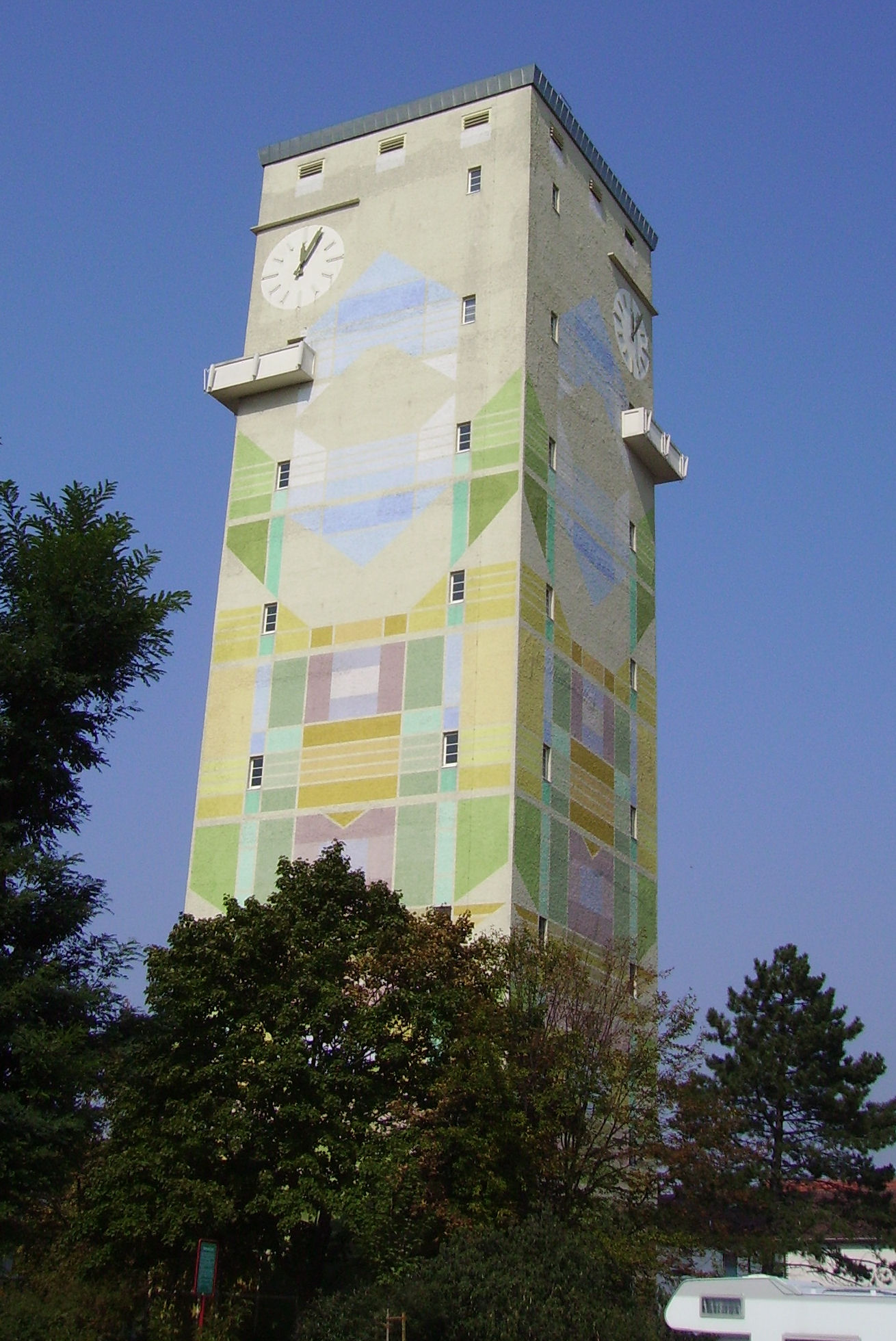
Водонапорная башня
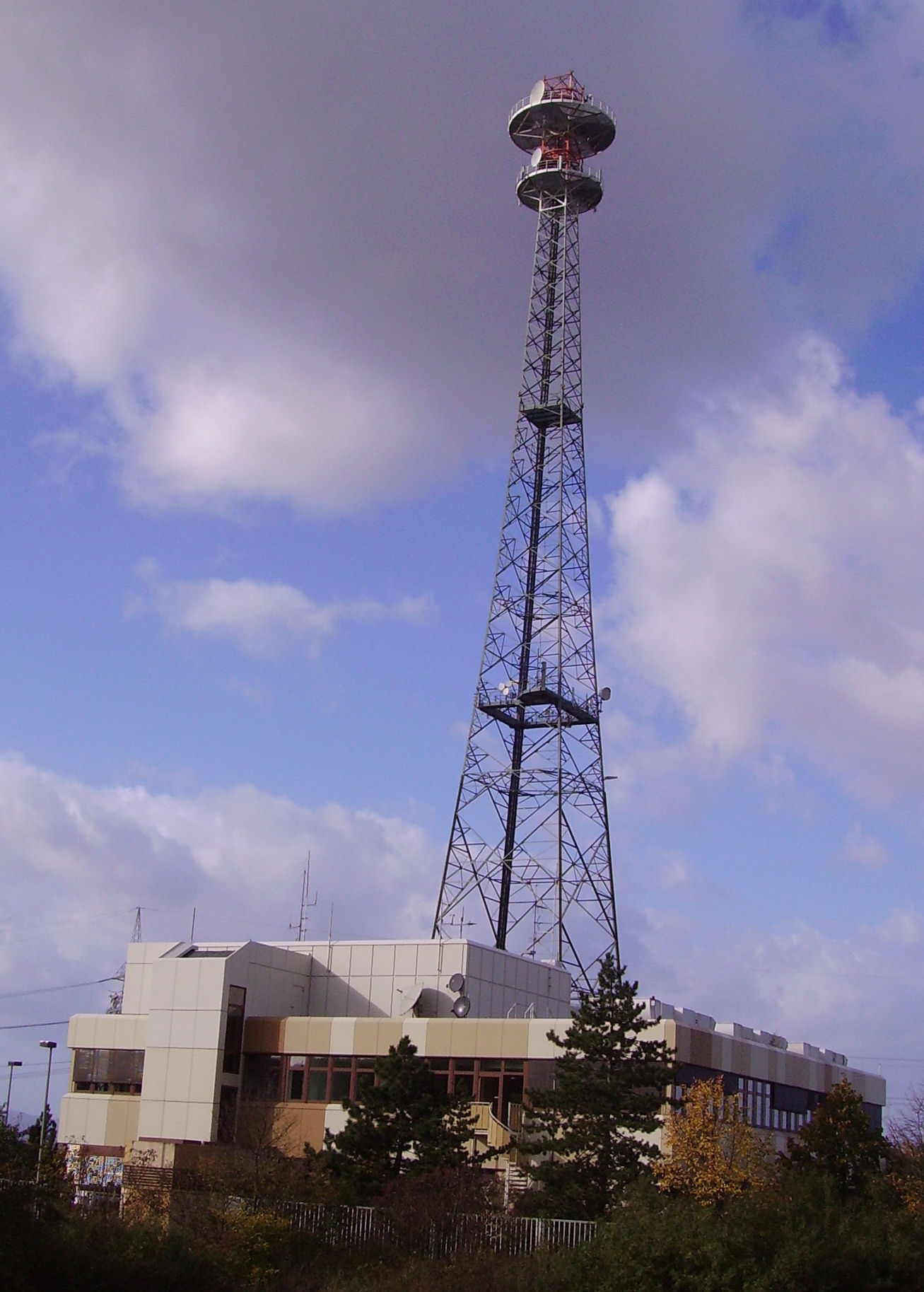